# Twardzioszek trzcinowy
Twardzioszek trzcinowy (Marasmius limosus Quél.) – gatunek grzybów należący do rodziny twardzioszkowatych (Marasmiaceae).

## Systematyka i nazewnictwo
Pozycja w klasyfikacji według Index Fungorum: Marasmius, Marasmiaceae, Agaricales, Agaricomycetidae, Agaricomycetes, Agaricomycotina, Basidiomycota, Fungi.
Po raz pierwszy opisał go Lucien Quélet w 1877 r. Synonim Chamaeceras limosus (Quél.) Kuntze.
Nazwę polską zaproponował Władysław Wojewoda w 2003 r.

## Występowanie i siedlisko
Opisano jego występowanie w wielu krajach Europy i w Rosji, oraz na jednym stanowisku w USA (stan Waszyngton). W. Wojewoda w zestawieniu grzybów wielkoowocnikowych Polski przytacza 6 jego stanowisk. Bardziej aktualne stanowiska podaje internetowy atlas grzybów. Znajduje się na Czerwonej liście roślin i grzybów Polski. Ma status E – gatunek zagrożony wymarciem, którego przeżycie jest mało prawdopodobne, jeśli nadal  będą działać czynniki zagrożenia.
Saprotrof. Występuje wśród traw w lasach i zaroślach z olszą szarą, oraz w trzcinowiskach. Owocniki wyrastają zwłaszcza na martwych pędach trzciny pospolitej, turzyc i pokrzyw od czerwca do października.

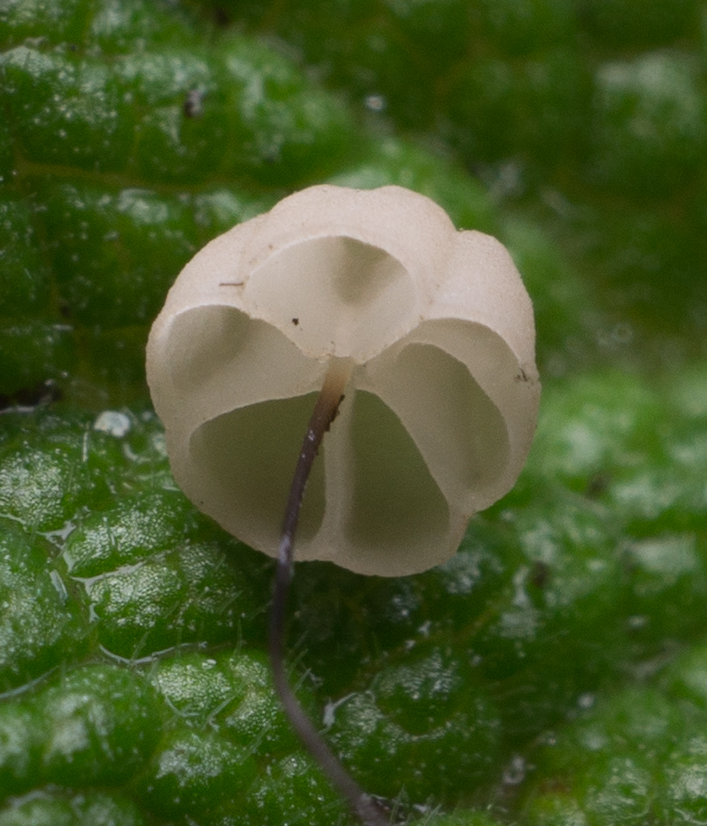